# بريجيت هولزابفل
بريجيت هولزابفل (بالألمانية: Brigitte Holzapfel)‏ هي منافسة ألعاب القوى ألمانية، ولدت في 10 أبريل 1958 في كريفلد في ألمانيا.

## وصلات خارجية
- بريجيت هولزابفل على موقع الاتحاد الدولي لألعاب القوى (الإنجليزية)
- بريجيت هولزابفل على موقع أوليمبيديا (الإنجليزية)